# Noshiro (1943)
El Noshiro (能代) fue un crucero ligero de la Clase Agano perteneciente a la Armada Imperial Japonesa en el periodo final del Frente del Pacífico en la Segunda Guerra Mundial.  Su nombre fue en remembranza de la ciudad homónima de Noshiro situada en la prefectura de Akita.

## Diseño
El Noshiro poseía una eslora 12 m más corta que el resto de su clase, de líneas estilizadas, este tipo de cruceros basaban su fortaleza en su superior velocidad de 35 nudos (65 km/h), estaba pobremente blindado con 60 mm de cintura y entre 16 y 40 mm en los horizontales; no obstante estaba bien artillado con 4 torretas duales de cañones de alta cadencia de tiro, tipo 41 de 152 mm, 4 cañones Tipo 98 de 75 m más armamento antiaéreo menor que le fue incrementado posteriormente y dos racks de tubos lanzatorpedos de 61 cm dispuestos en línea de crujía.

## Historial operativo
El Noshiro fue comisionado en diciembre de 1944 en Yokosuka, su primer capitán al mando fue Yoshioki Tawara (excomandante del crucero Nagara).El 15 de agosto de 1943 fue asignado a la 2a. división de cruceros de la 2a. flota al mando del almirante Takeo Kurita con base en Truk.  El 17 de octubre de ese año participa en una fallida salida del grueso de la flota de Kurita para interceptar fuerzas enemigas señaladas en dirección de la Isla Wake.
El 3 de noviembre es asignado a la 7a. y 8a. División de cruceros para interceptar fuerzas enemigas en  la Isla Bougainville ; pero los planes son cambiados y estas unidades son redestinados para reabastecimiento a la base de Rabaul, hecho ocurrido el 5 de noviembre.  El 5 de noviembre ambas unidades y otras más fueron atacadas, el Noshiro y el crucero Agano fueron menormente dañados en esa oportunidad por un sorpresivo ataque aéreo enemigo en esa base.  Ese mismo día, ambas unidades salieron de Rabaul para interceptar unidades enemigas afuera del Cabo Torokina, al regresar a Rabaul, el Noshiro y el Agano fueron nuevamente atacados por aire, el Agano recibió un torpedo en su popa y quedó deshabilitado, las rápidas acciones de emergencia contra inundación y el remolque oportuno proporcionado por el Noshiro  salvaron a la nave de hundirse.

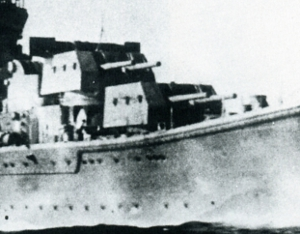
Torretas duales de 152 mm de la clase Agano.

El 13 de noviembre, nuevamente el Noshiro proporcionó apoyo y tomó a remolque al crucero Agano el cual fue torpedeado por el USS Camp (SS-277) llevándolo a Truk.
El 30 de diciembre, junto al crucero Oyodo y dos destructores fueron usados como transporte de tropas con destino a Kavieng, a un día de navegación fueron atacados por aviones embarcados enemigos, una de sus torretas fue tocada por una bomba con el resultado de 10 hombres muertos, el Oyodo también resultó dañado en dicho ataque, pero lograron completar su destino.  El 4 de noviembre volvió a Truk para reparaciones.
El 14 de noviembre de 1943 auxilió al portaviones Unyō el cual camino a Saipán resultó torpedeado y sin propulsión en altamar, proporcionó escolta mientras que el crucero pesado Takao proporcionaba remolque al malogrado portaviones.
La mayor parte de 1944, el Noshiro sirvió ocasionalmente como transporte de tropas o escolta de la 1a. División de acorazados (Yamato y Musashi) en sus incursiones teniendo como base en Truk.
El 19 de junio de 1944 fue asignado como buque insignia del contralmirante Mikio Hayakawa y participa en la Batalla del Mar de Filipinas donde sobrevive indemne.
En julio de 1944 fue enviado a Kure donde se le incrementó fuertemente su artillería antiaérea y se le dotó de dos sistema de radar, el Tipo 13 de detección aérea y el Tipo 22, radar de superficie.
El 22 de octubre de 1944, el Noshiro participó como parte del grueso de la Flota Móvil de Kurita en la Operación Sho-I-Go  que provocó la Batalla del Golfo de Leyte, el Noshiro quien ocupaba una posición de retaguardia pasó a apoyar con su artillería en el hostigamiento de los portaviones USS Gambier Bay y USS White Plains.

### Final
El 26 de octubre de 1944, mientras la Fuerza Móvil de Kurita se retiraba a través del Estrecho de San Bernardino, esta fuerza fue atacada por aviones enemigos al oeste de Panay,  el Noshiro fue sucesivamente atacado por oleadas de aviones enemigos de la Task Force 38 sufriendo impactos de torpedos, uno de ellos destrozó la sala de calderas inundándola y otro destrozó e inundó el bajofondo de la torreta proel n°2. El Noshiro informó haber derribado al menos 6 aviones enemigos, sin embargo perdió velocidad y escoró a babor 16° a pesar de las maniobras de contra inundación, finalmente detuvo completamente su andar y su proa se sumergió,  se ordenó el abandono de la nave la cual se hundió al sur de la Isla de Mindoro,  sobreviviendo 328 tripulantes de un total de 726 de complemento que fueron tomados por los destructores Akishimo y Hamanami, entre los sobrevivientes estaba su último capitán, Sueyoshi Kajiwara.